# إسطركن أفزلي
إسطركن أفزلي (الاسم العلمي:Strychnos afzelii) هو نوع من النباتات يتبع جنس الإسطركن من الفصيلة اللوغانية.